# برايان ماكغفرن
برايان ماكغفرن (بالإنجليزية: Brian McGovern)‏ هو لاعب كرة قدم أيرلندي، ولد في 28 أبريل 1980 في دبلن في جمهورية أيرلندا. لعب مع باتريك أتلتيك وكوينز بارك رينجرز ونادي أرسنال ونادي بيتربورو يونايتد ونادي شامروك روفرز ونورويتش سيتي.